# الطريق السيار القاري الدار البيضاء الرباط
الطريق السيار القاري الدار البيضاء الرباط هو طريق سيار ضمن شبكة الطرق السيارة بالمغرب يربط الدار البيضاء على مستوى الطريق السيار الرباط - آسفي وتامسنا (الرباط) على مستوى الطريق السيار طنجة المتوسط - الرباط بطول 60 كلم، وهو موازي للطريق السيار الأول (الساحلي) الطريق السيار الرباط - آسفي. تم إطلاق المشروع لتخفيف الضغط على الطريق السيار الأول و الطريق الوطنية رقم 1 (المغرب) و يمر عبر مدينة بنسليمان قرب ملعب الحسن الثاني و مطار بنسليمان ويتكون من ثلاثة مسارات في كل اتجاه 3×2

## لائحة الطريق
| A الطريق السيار A القاري الدار البيضاء-الرباط |                                          |  |
| النوع                                         | الاتجاه                                  |  |
| تقاطع                                         | الطريق السيار الرباط-آسفي (المغرب) A 1   |  |
| مخرج                                          | بن سليمان                                |  |
| تقاطع                                         | الطريق السيار الرباط-طنجة A5 (المغرب)A 5 |  |

## المشروع
تم تقسيم الطريق الى ستة أشطر، الشطر الأول من الطريق السيار A1 الى الواد المالح و الشطر الثاني من الواد المالح الى واد نفيفيخ و الشطر الثالث من واد نفيفيخ إلى واد الغبار و الشطر الرابع من واد الغبار إلى واد الشراط و الشطر الخامس من واد الشراط إلى واد إيكم و الشطر الاخير من واد إيكم إلى الطريق السيار A5. [بحاجة لمصدر]

## انظر ايضا
الطرق السيارة في المغرب
الطريق السيار طنجة المتوسط - الرباط
الطريق السيار الرباط - آسفي